# Уралочка-НТМК
Уралочка-НТМК — женский волейбольный клуб, представляющий Свердловскую область. Образован в 1966 году. Участник чемпионатов СССР с 1968. До 2001 — Уралочка.

## Достижения
- 11-кратный чемпион СССР — 1978—1982, 1986—1991;
  - двукратный серебряный (1984, 1985) и двукратный бронзовый (1977, 1983) призёр чемпионатов СССР.
- 3-кратный победитель розыгрышей Кубка СССР — 1986, 1987, 1989;
  - серебряный (1976) и двукратный бронзовый (1982, 1984) призёр Кубка СССР.
- 14-кратный чемпион России — 1992—2005;
  - двукратный серебряный (2016, 2022) и 6-кратный бронзовый (2008, 2009, 2012, 2015, 2018, 2019) призёр чемпионатов России.

- 8-кратный победитель розыгрышей Кубка европейских чемпионов — 1981—1983, 1987, 1989, 1990, 1994, 1995;
  - 6-кратный серебряный (1988, 1991, 1996, 1997, 2000, 2003) и 3-кратный бронзовый (1992, 1993, 2001) призёр Кубка/Лиги чемпионов ЕКВ.
- победитель розыгрыша Кубка обладателей Кубков ЕКВ 1986;
  - серебряный призёр Кубка обладателей кубков ЕКВ 1985.
- двукратный серебряный призёр Кубка ЕКВ — 2009, 2014.
- серебряный призёр Кубка вызова ЕКВ '2015.
- бронзовый призёр чемпионата мира среди клубных команд 1992.

## История
В 1966 году в Свердловске при заводе транспортного машиностроения имени Я. М. Свердлова была образована женская волейбольная команда «Труд», наставником которой стал заслуженный тренер РСФСР А. В. Кильческий. В 1968 «Труд» дебютировал во 2-й группе (второй по значимости дивизион) чемпионата СССР и сразу занял 1-е место, выйдя в ведущую группу. Среди лучших команд страны в 1969 команда дебютировала под новым названием — «Уралочка», но удержаться в 1-й группе не смогла. Вновь путёвку в высшую лигу союзного чемпионата свердловские волейболистки выиграли в 1973 году. С 1969 года главным тренером «Уралочки» неизменно является заслуженный тренер СССР Николай Васильевич Карполь.
В 1976 «Уралочка» выиграла свои первые медали союзного уровня, став серебряным призёром Кубка СССР, а в следующем году стала обладателем «бронзы» чемпионата СССР.
В 1978 свердловская команда триумфально выиграла свой первый чемпионат Советского Союза, одержав в ходе турнира 27 побед в 29 матчах. Последующие 4 национальных чемпионата также завершались уверенной победой «Уралочки». Некоторое отступление с вершины советской волейбольной клубной иерархии, продлившееся три сезона, сменилось новым взлётом, начавшимся в 1986. С этого года уральские волейболистки на протяжении 20 лет неизменно становились чемпионками сначала СССР, а с 1992 – России. Лишь в 2005 году закончилась эта выдающаяся серия «Уралочки», но и после этого команда 8 раз выигрывала медали чемпионатов России.
Кроме достижений на отечественном уровне, на счету «Уралочки» множество трофеев европейского волейбола. Команда 8 раз побеждала в розыгрышах Кубка европейских чемпионов и ещё 9 раз становилась призёром главного континентального клубного турнира. Также на счету свердловского коллектива одна победа в розыгрыше Кубка обладателей кубков ЕКВ. 
ВК «Уралочка» во главе с Карполем  воспитала множество выдающихся волейболисток. 16 спортсменок команды носят звание олимпийских чемпионок, 10 – чемпионок мира, 43 – чемпионок Европы. В 1980-е годы сборная СССР в значительной степени комплектовалась игроками «Уралочки», а с начала 1990-х и до первой половины 2000-х национальная команда России практически целиком состояла из волейболисток, представлявших клуб из Екатеринбурга.
В 2000 году к названию команды была добавлена аббревиатура по своему главному спонсору – Нижнетагильскому металлургическому комбинату (НТМК). Домашние матчи «Уралочка-НТМК» проводит в двух городах – Екатеринбурге и Нижнем Тагиле.

## Результаты

### Чемпионаты СССР
| Сезон   | Название команды | Лига                            | Место |
| ------- | ---------------- | ------------------------------- | ----- |
| 1968    | «Труд»           | Вторая группа Переходный турнир | 1 2   |
| 1969    | «Уралочка»       | Первая группа Переходный турнир | 10 8  |
| 1970    | «Уралочка»       | Вторая группа                   | 7     |
| 1971    | «Уралочка»       | Вторая группа                   | 6     |
| 1972    | «Уралочка»       | Первая группа                   | 6     |
| 1973    | «Уралочка»       | Первая группа                   | 2     |
| 1974    | «Уралочка»       | Высшая лига                     | 10    |
| 1975    | «Уралочка»       | Высшая лига                     | 8     |
| 1977    | «Уралочка»       | Высшая лига                     | 3     |
| 1977/78 | «Уралочка»       | Высшая лига                     | 1     |
| 1978/79 | «Уралочка»       | Высшая лига                     | 1     |
| 1979/80 | «Уралочка»       | Высшая лига                     | 1     |
| 1980/81 | «Уралочка»       | Высшая лига                     | 1     |
| 1981/82 | «Уралочка»       | Высшая лига                     | 1     |
| 1982/83 | «Уралочка»       | Высшая лига                     | 3     |
| 1983/84 | «Уралочка»       | Высшая лига                     | 2     |
| 1984/85 | «Уралочка»       | Высшая лига                     | 2     |
| 1985/86 | «Уралочка»       | Высшая лига                     | 1     |
| 1986/87 | «Уралочка»       | Высшая лига                     | 1     |
| 1987/88 | «Уралочка»       | Высшая лига                     | 1     |
| 1988/89 | «Уралочка»       | Высшая лига                     | 1     |
| 1989/90 | «Уралочка»       | Высшая лига                     | 1     |
| 1990/91 | «Уралочка»       | Высшая лига                     | 1     |

### Чемпионаты России
| Сезон     | Название команды | Лига            | Место |
| --------- | ---------------- | --------------- | ----- |
| 1991/92   | «Уралочка»       | Высшая лига     | 1     |
| 1992/93   | «Уралочка»       | Высшая лига «А» | 1     |
| 1993/94   | «Уралочка»       | Высшая лига «А» | 1     |
| 1994/95   | «Уралочка»       | Высшая лига «А» | 1     |
| 1995/96   | «Уралочка»       | Суперлига       | 1     |
| 1996/97   | «Уралочка»       | Суперлига       | 1     |
| 1997/98   | «Уралочка»       | Суперлига       | 1     |
| 1998/99   | «Уралочка»       | Суперлига       | 1     |
| 1999/2000 | «Уралочка»       | Суперлига       | 1     |
| 2000/01   | «Уралочка»       | Суперлига       | 1     |
| 2001/02   | «Уралочка-НТМК»  | Суперлига       | 1     |
| 2002/03   | «Уралочка-НТМК»  | Суперлига       | 1     |
| 2003/04   | «Уралочка-НТМК»  | Суперлига       | 1     |
| 2004/05   | «Уралочка-НТМК»  | Суперлига       | 1     |
| 2005/06   | «Уралочка-НТМК»  | Суперлига       | 4     |
| 2006/07   | «Уралочка-НТМК»  | Суперлига       | 11    |
| 2007/08   | «Уралочка-НТМК»  | Суперлига       | 3     |
| 2008/09   | «Уралочка-НТМК»  | Суперлига       | 3     |
| 2009/10   | «Уралочка-НТМК»  | Суперлига       | 4     |
| 2010/11   | «Уралочка-НТМК»  | Суперлига       | 4     |
| 2011/12   | «Уралочка-НТМК»  | Суперлига       | 3     |
| 2012/13   | «Уралочка-НТМК»  | Суперлига       | 4     |
| 2013/14   | «Уралочка-НТМК»  | Суперлига       | 5     |
| 2014/15   | «Уралочка-НТМК»  | Суперлига       | 3     |
| 2015/16   | «Уралочка-НТМК»  | Суперлига       | 2     |
| 2016/17   | «Уралочка-НТМК»  | Суперлига       | 4     |
| 2017/18   | «Уралочка-НТМК»  | Суперлига       | 3     |
| 2018/19   | «Уралочка-НТМК»  | Суперлига       | 3     |
| 2019/20   | «Уралочка-НТМК»  | Суперлига       | 3     |
| 2020/21   | «Уралочка-НТМК»  | Суперлига       | 4     |
| 2021/22   | «Уралочка-НТМК»  | Суперлига       | 2     |
| 2022/23   | «Уралочка-НТМК»  | Суперлига       | 13    |
| 2023/24   | «Уралочка-НТМК»  | Суперлига       | 8     |
| 2024/25   | «Уралочка-НТМК»  | Суперлига       | 7     |

## Волейбольный клуб «Уралочка»
Президент — Алексей Кушнарёв, генеральный директор — Валентина Огиенко.
В структуру клуба входят женские команды «Уралочка-НТМК» (суперлига) и «Уралочка»-2-УрГЭУ (высшая лига «А»).

## Арены
Домашние арены «Уралочки-НТМК»:
- ДИВС «Уралочка» — г. Екатеринбург, ул. Ерёмина, 10. Вместимость — 5000 зрителей.
- Академия волейбола Н. В. Карполя — г. Екатеринбург, ул. Машинистов, 1а.
- Спортивный комплекс «Металлург-Форум» — г. Нижний Тагил, ул. Красногвардейская, 61.

## Сезон 2024/25

### Переходы
- Пришли: Б.Тица («Единство», Сербия), В.Бондаренко («Уфимочка-УГНТУ»).
- Ушли: К.Алексеева, К.Купряшкина, А.Корниенко, Т.Селютина.

### Состав
| №  | Имя, фамилия          | Год рождения | Рост | Амплуа      | Гражданство |
| -- | --------------------- | ------------ | ---- | ----------- | ----------- |
| 2  | Дарья Мусиенко        | 2007         | 185  | нападающая  | Россия      |
| 3  | Бранка Тица           | 2003         | 179  | нападающая  | Сербия      |
| 5  | Ольга Хлебникова      | 2000         | 180  | связующая   | Россия      |
| 7  | Ольга Зверева         | 2000         | 185  | нападающая  | Россия      |
| 8  | Амага Джиоева         | 2001         | 175  | либеро      | Россия      |
| 10 | Елизавета Котова      | 1998         | 186  | центральная | Россия      |
| 11 | Виктория Чернышёва    | 2001         | 182  | нападающая  | Россия      |
| 12 | Владислава Бондаренко | 2001         | 183  | связующая   | Россия      |
| 15 | Полина Трухина        | 1998         | 176  | либеро      | Россия      |
| 17 | Дарья Демешок         | 2004         | 185  | центральная | Россия      |
| 21 | Елизавета Фитисова    | 2001         | 187  | центральная | Россия      |
| 22 | Елизавета Павлова     | 2006         | 182  | нападающая  | Россия      |
| 27 | Оксана Швыдкая        | 2004         | 198  | центральная | Россия      |
| 28 | Елизавета Протопопова | 2004         | 195  | нападающая  | Россия      |

- Главный тренер — Михаил Карполь.
- Тренеры — Регла Торрес Эррера, Александра Иванова.
- Тренер-статистик — Михаил Бесчастных.

## «Уралочка»-2
С сезона 1983/84 в чемпионатах СССР и России участвовала вторая команда волейбольного клуба «Уралочка». Название команды неоднократно менялось: «Уралочка»-2, «Юнезис», «Уралтрансбанк», «Аэрофлот-Малахит», «Аэрофлот-Уралтрансбанк» и др. До 2003 являлась одной из сильнейших команд России. В 2003 выбыла в высшую лигу «А» и получила статус фарм-команды «Уралочки»-НТМК. В сезоне 2010/11 выступала в высшей лиге «Б» чемпионата России.